# Bioko-Sur
La province de Bioko-Sur est l'une des sept provinces de la Guinée équatoriale.  

## Géographie
La province se situe dans la partie Sud de l'Île de Bioko dans le golfe de Guinée et à 50 kilomètres des côtes camerounaises.

## Organisation territoriale
Elle se compose deux districts, constituant également les deux municipalités
- District de Luba (Luba)
- District de Riaba (Riaba)

## Démographie
| 1983   | 1994   | 2001   | 2013    |
| ------ | ------ | ------ | ------- |
| 10 969 | 12 569 | 29 034 | 181 525 |